# Pseudocellus cookei
Pseudocellus cookei är en spindeldjursart som först beskrevs av Willis J. Gertsch 1977.  Pseudocellus cookei ingår i släktet Pseudocellus och familjen Ricinoididae. Inga underarter finns listade i Catalogue of Life.